# Shirley (Londres)
Pour les articles homonymes, voir Shirley.
Shirley est une zone anglaise située au sud de Londres, dans le borough londonien de Croydon.